# De Hoed van Geeraard de Duivel
De Hoed van Geeraard de Duivel is het negende stripverhaal van Nero. De eerste negen klassieke avonturen verschenen onder de titel De avonturen van detective Van Zwam. De reeks wordt getekend door striptekenaar Marc Sleen. Het Volk publiceerde voorpublicaties tussen 1 april 1950 en 4 september 1950.

## Hoofdrollen
- Detective Van Zwam
- Nero
- Jan Spier
- Jef Pedal
- Madam Pheip
- Geeraard de Duivel (en diens mysterieuze hoed)

## Plot
Nero, Van Zwam en Jef Pedal gaan naar de kermis. Tijdens een goochelact is Nero zo onder de indruk van de magische hoge hoed die de goochelaar gebruikt dat hij hem eerst steelt, maar vervolgens koopt voor 500 000 frank. Nero's nieuwe hoed gaat echter vliegen bij een windstoot. Nero snelt erachteraan en loopt van Brussel door Aalst en Kwatrecht tot hij 's avonds laat in Gent aankomt. Rond middernacht vliegt zijn hoed er het Geeraard de Duivelsteen binnen. Nero dringt het gebouw binnen en ziet daar een duivel zitten met zijn hoed op. Nero grist het ding weg, maar de duivel stelt zich voor als "Geeraard de Duivel" en beweert dat de hoed zijn eigendom is en hij "hem al 300 jaar kwijt is." Nero is niet onder de indruk en springt het venster uit.
Nero, die in de gracht rond het kasteel is terechtgekomen, wordt door enkele agenten uit het water gehaald en vertelt wat hem overkomen is. Omdat men denkt dat hij gek is sluit men hem op in de gevangenis. Nero ontsnapt en loopt Van Zwam en Jef Pedal tegen het lijf die naar hem op zoek zijn. Hij doet het hele verhaal en brengt hen vervolgens naar het Geeraard de Duivelsteen waar ze echter niemand terugvinden. Doordat zijn sigaar per ongeluk zijn kleren in brand steekt is Nero opnieuw gedwongen in de slotgracht te springen waar hij weer door de politie wordt ingerekend. Nero duwt de agenten echter zelf de gracht in en vlucht weg per taxi. De chauffeur blijkt echter Geeraard de Duivel te zijn die opnieuw de hoed opeist. Nero weigert en stuurt hem weg waardoor de auto stuurloos tegen een boom rijdt. Nero ontwaakt in een Brussels ziekenhuis en keert zo snel mogelijk weer naar huis. Daar probeert hij te ontdekken wat er zo speciaal is aan de hoed? 's Avonds, als hij na diverse mislukte pogingen weer in bed wil kruipen, verschijnt de Duivel opnieuw en verklaart dat hij plagen op Nero zal afsturen tot hij hem de hoed teruggeeft. De dag nadien verliest Nero al zijn fortuin en bezittingen. Doordat zijn huis bovenop hem is ingestort wordt hij opnieuw naar het ziekenhuis gebracht. Daar verneemt hij dat Geeraard al zijn vrienden (Jan Spier, Jef Pedal en Detective Van Zwam) heeft laten verdwijnen. Ook krijgt hij te kampen met hoge koorts. Nero blijft echter halsstarrig weigeren de hoed aan de duivel af te staan.
Dan krijgt hij bezoek van een pijprokende vrouw (Madam Pheip) die Nero het advies geeft pijp te roken. De duivel heeft namelijk een hekel aan rook omdat dit hem aan de hel doet denken. Nero volgt de raad op en de Duivel slaat bij zijn volgende bezoek inderdaad op de vlucht, hierbij zijn notaboekje vergetend. In het boekje ontdekt Nero de gebruiksaanwijzing voor de toverhoed en na enkele mislukte pogingen leest hij de passende toverspreuk voor. Plots verschijnt er een geest uit de hoed. Hij beweert Nero's "Tweede Ik" te zijn en lijkt ook als twee druppels water op hem. De Tweede Ik verklaart dat hij wensen kan vervullen en legt uit dat Geeraard de Duivel de hoed nodig heeft om het Kwaad op aarde te laten neerdalen. Zolang Nero de hoed in zijn bezit heeft is de Duivel echter machteloos. Om Nero's vrienden opnieuw te laten verschijnen bezorgt hij Nero een steen en vertelt hem dat hij naar een tempel in Bombay, India moet gaan waar hij met de steen in de hand een toverspreuk op een steen op de muur moet lezen. Nero besluit met Madam Pheip naar India te gaan, maar Geeraard weet zijn notaboekje met de spreuk van Nero te ontfutselen. In de Antwerpse haven komt Madam Pheip haar oom tegen die kapitein is en op zoek is naar matrozen. Madam Pheip weet via een truc voor hem diverse matrozen te ronselen, maar wanneer Nero zelf de truc toepast belandt hij zelf tussen de ontvoerde matrozen. Madam Pheip is vervolgens gedwongen achter het schip aan te zwemmen. Nero redt haar van de verdrinkingsdood en de bootreis naar India verloopt verder zonder incidenten.
In India herinnert Nero zich opnieuw de spreuk en leent hij geld van zijn "Tweede Ik". Tijdens een rit op een olifant schakelt Geeraard hen allebei uit. (Hij heeft zijn baard afgeschoren en lijkt hierdoor op Camille Huysmans). Geeraard heeft nu opnieuw de hoed in zijn bezit en levert Nero af aan de Indische sekte der "sjamfoeters". Madam Pheip is inmiddels in het oerwoud een tijger tegengekomen die ze met haar pijperook onschadelijk maakt en vervolgens redt van een maharadja op tijgerjacht. De maharadja wordt verliefd op Madam Pheip en helpt haar Nero te zoeken. De Sjamfoeters proberen ondertussen Nero aan de krokodillen te offeren, maar dankzij de komst van Madam Pheip wordt dit tijdelijk verhinderd. Wanneer de sjamfoeters hen opnieuw overmachtigen redt de tijger hen van een wisse dood. Opnieuw op pad ontdekken Madam Pheip en Nero in het oerwoud Geeraard, wiens hoed is gestolen door enkele apen. Geeraard wordt door Madam Pheips pijperook op de vlucht gedreven en Nero krijgt via een truc de hoed weer in handen. Nero's "Tweede Ik" bezorgt Nero en Madam Pheip een step om naar de tempel in Bombay te rijden. Daar probeert Geeraard de inscriptie op de muur te laten verdwijnen voor Nero en Madam Pheip zullen aankomen. Nero weet de spreuk echter alsnog voor te lezen. Satan verschijnt tegenover Geeraard en woedend verklaart hij dat Geeraard als straf voortaan een gewoon mens met gebreken zal zijn.
Inmiddels in België zijn Van Zwam, Jef Pedal en Jan Spier weer verschenen. Van Zwam en Spier besluiten naar India te gaan om Nero te zoeken. Daar blijkt die dankzij zijn toverhoed tot pandit te zijn benoemd. Hij herkent zijn vrienden echter niet en laat hen opsluiten en ter dood veroordelen. Ze ontsnappen en brengen Nero weer tot rede. Net op dat moment keert Madam Pheip terug van bij de maharadja, nadat ze ontdekt had dat hij al een harem met 83 vrouwen had. Tijdens een wandeling door het paleis ontdekt Jan Spier dat er een moordcomplot tegen Nero beraamd wordt. Hij wordt echter uitgeschakeld voor hij Nero kan waarschuwen. Die nacht wordt echter in plaats van Nero per ongeluk zijn Tweede Ik neergestoken. Voortaan kan hij enkel nog zijn hand uit de hoed steken in plaats van volledig te verschijnen. De volgende dag ontdekt Nero dat Geeraard de Duivel (nog steeds lijkend op Camille Huysmans) en "die dikke" (karikatuur van Paul-Henri Spaak) een opstand tegen zijn regime leiden. De opstand wordt onderdrukt, maar Geeraard en De Dikke sluiten Nero op en beginnen te ruziën over wie van hen nu minister-president mag worden? Nero weet te ontsnappen en om hem terug te vinden besluiten de slechteriken overal tonnen vergiftigd bier te zetten omdat: "Vlamingen hiervan wel zullen drinken en Indiërs niet." Nero, die zich in een vrouw heeft verkleed, krijgt enkele tonnen op zijn hoofd en is uitgeschakeld. Madam Pheip en Van Zwam drinken ervan en lijken te sterven, maar worden gered door een flesje tegengif, geschonken door Nero's hoed. Als Jan Spier, Van Zwam en Pheip hierna op zoek gaan naar Nero blijkt zijn hoed hem op de eerste boot naar Europa te hebben gezet. De vrienden besluiten hetzelfde te doen en verlaten India per boot.

## De beste 10
De kranten Het Belang van Limburg en Gazet van Antwerpen brachten jaren later een reeks uit over De beste 10 volgens Marc Sleen. Hij zette De Hoed van Geeraard de Duivel op de tweede plaats als beste Nero-stripverhaal.

## Achtergronden bij het verhaal
- "De Hoed van Geeraard De Duivel" was het eerste Nero-verhaal dat in de krant Het Volk werd voorgepubliceerd.
- Dit is het laatste verhaal dat verscheen onder de titel De avonturen van detective Van Zwam. Van Zwam klaagt er zelf over in strook 178-180 en belt de redactie van de krant op om erover te protesteren. De directeur, karikatuur van Jan De Spot, heeft echter nog nooit van Van Zwam gehoord. Jan De Spot verscheen eerder in het verhaal in strook 31 en 33 als Jean, de butler van Nero.
- Twee figuren maken hun debuut in dit album: Madam Pheip, die een vast personage in de reeks zou worden, en Geeraard de Duivel, die in de loop der jaren af en toe in de reeks zou terugkeren, meestal om Nero's hoed terug te eisen of om hem te dwingen zijn ziel aan hem te verkopen. Geeraard dook later weer op in de albums "De Nerotiekers" (1970), "De Sprekende Draak" (1982), "De Terugkeer van Geeraard de Duivel" (1983), "De Kolbak van How" (1993-1994), "De Duivelsklauw" (1994-1995) en "Zilveren Tranen" (2002).
- Nero zegt in strook 27: "Van Zwam en Jef Pedal kunnen voor mijn part in Gent blijven tot en met de Floraliën."
- Nero's fortuin verdwijnt in strook 34 door de plagen die de Duivel heeft gestuurd. Een deel van zijn fortuin wordt gebruikt om de Noord-Zuidverbinding in Brussel te steunen.
- In strook 47 ontdekt Nero het adressenboekje van Geeraard de Duivel. Hierin staan de telefoonnummers van Jozef Stalin, de Belgische communistische leider Edgard Lalmand en de socialistische politicus Camille Huysmans. Later in het verhaal (strook 116) besluit Geeraard de duivel zich te scheren om zich te vermommen. Hierdoor lijkt hij als twee druppels water op Camille Huysmans. Hij neemt zelfs een andere naam aan: "Kham-el-Amil". Later (strook 117) biedt hij in zijn nieuwe gedaante Nero en Madam Pheip een rit op zijn olifant aan. Ze herkennen hem niet, maar Madam Pheip voelt wel argwaan: "Ik vertrouw hem niet: hij doet me te veel denken aan Camille Huysmans." In strook 233 probeert Geeraard/Huysmans een staatsgreep op touw te zetten. Hij wordt hierbij geholpen door een op Paul-Henri Spaak lijkende handlanger. Het album moet wel in zijn juiste context gezien worden: Sleen werkte toen voor een katholieke krant (Het Volk) die anti-socialistisch was. De opstand van Spaak en Huysmans tegen het staatshoofd verwijst naar de koningskwestie die tijdens het verschijnen van het verhaal in de krant aan de gang was. Spaak en Huysmans (en de hele socialistische partij) verzetten zich destijds tegen de terugkeer van Leopold III als koning van België.
- De dronken matroos in strook 75 zingt: "Vivan Boma", een dronkemanslied dat in de jaren 70 door Juul Kabas op plaat zou worden gezet.
- De truc waarmee Madam Pheip allerlei matrozen tracht te ronselen en waarvan Nero uiteindelijk zelf het slachtoffer wordt (strook 77-83) is afkomstig uit de Laurel & Hardyfilm The Live Ghost. (1934)
- In strook 105-107 van het album droomt Nero dat hij in de hel terechtkomt. Hij zou er nog verschillende keren terugkeren, meer bepaald in de albums: De Ark van Nero (1953), De Paarse Futen (1968), De Terugkeer van Geeraard de Duivel (1983), De Held der Helden (1996),...
- Geeraard noemt zijn olifant in strook 121: Dumbo, naar de gelijknamige olifant in de Disneyfilm.
- De sekte der Sjamfoeters bestaat niet echt. Een "sjamfoeter" is Vlaams voor "iemand die veel geregeld of gedaan krijgt".
- Nero noemt in strook 158 zijn rit per step door het Indiase oerwoud: "erger als Bordeaux-Parijs."
- In strook 163 slingert Nero samen met Madam Pheip per liaan een rivier vol krokodillen over, omdat: "wat Tarzan kan, kan ik ook." Hij imiteert hierbij ook Johnny Weissmullers beroemde Tarzankreet.
- Wanneer Satan in strook 170 Geeraard veroordeelt tot een leven als gewone mens "met veel slechte gebreken", raadt hij hem aan: "Sluit u aan bij de Communistische Partij, daar kunt ge misschien nog carrière maken."
- Op de krantenredactie waar Van Zwam in strook 179 heen belt is een kaart met Korea te zien. In strook 181 verwenst Van Zwam de redactie met de woorden: "Ge zoudt er een Koreaanse beroerte van krijgen." Toen het verhaal destijds in de krant liep was de Koreaanse Oorlog net uitgebroken.
- De spreuk die Nero gebruikt om zijn vrienden weer te doen verschijnen is Latijn: Eripuit caelo fulmen sceptrum que tyrannis aes triplex. ("Hij greep de bliksemschicht uit de hemel, de scepter der tirannen"). Dit is een opschrift op het door Jean-Antoine Houdon ontworpen borstbeeld van Benjamin Franklin.
- In strook 182 is een opschrift met Edmond Sterrestraat te zien, mogelijk een kennis van Marc Sleen.
- Nero wordt in strook 186 "pandit Nero" genoemd: een woordspeling op "pandit Nehru". Nero zou deze grap later hergebruiken in het album Operatie Koekoek (1958).
- Jan Spier verklaart in strook 236: "het bloed van Jan Breydel stroomt door mijn aderen."
- Als de stervende Van Zwam afscheid neemt van Jan Spier in strook 258 zegt hij tegen Jan Spier: "Doe de groeten aan mijn goeie vriend Solvay en Marcel Van De Wiele." Deze mannen waren vrienden van Marc Sleen. Marcel Vandewiele (1920-1999) was een politicus bij de CVP.
- In strook 263 zegt Van Zwam terwijl ze per schip India verlaten: "Partir c'est mourir un peu" ("Vertrekken is een beetje sterven."). Een uitspraak van de Franse dichter Alphonse Allais, die Jef Pedal in De Erfenis van Nero ook al aanhaalde. Ook merkt Van Zwam op over India: "Schoon, maar triestig land waar verdeeldheid onder de bevolking heerst." Een allusie op België dat toen door de koningskwestie verdeeld werd.
- Nero reist in strook 264 naar huis terug op de "S.S. Brambilla", een verwijzing naar de Italiaanse wielrenner Pierre Brambilla.

## In andere stripreeksen
- De cover van Urbanus album 150, "Urbanus verovert de wereld" knipoogt naar dit negende Nero stripalbum "De hoed van Geeraard de Duivel".